# Centre hospitalier Alpes Léman
Le Centre hospitalier Alpes Léman (CHAL) est situé à Contamine-sur-Arve.
Il regroupe les anciens hôpitaux du Faucigny à Bonneville et à Ambilly près d'Annemasse.
Le CHAL a été inauguré le 1er février 2012.